# Torneo WTA de Praga 2023
El Prague Open de 2023 fue un torneo profesional de tenis jugado en cancha dura. Fue la 14 edición del torneo que formó parte de los torneos WTA 250 del 2023. Se llevó a cabo en Praga (República Checa) entre el 31 de julio y el 6 de agosto de 2023.

## Distribución de puntos
| Modalidad           | Campeona | Finalista | Semifinales | Cuartos de final | 2ª ronda | 1ª ronda | Clasificadas | 3ª ronda de clasificación | 2ª ronda de clasificación | 1ª ronda de clasificación |
| Individual femenino | 280      | 180       | 110         | 60               | 30       | 1        | 18           | 14                        | 10                        | 1                         |
| Dobles femenino     | 280      | 180       | 110         | 60               | -        | 1        | -            | -                         | -                         | -                         |

## Cabezas de serie

### Individuales femenino
| Tenista         | Ranking | Preclasificada |
| Marie Bouzková  | 29      | 1              |
| Lin Zhu         | 38      | 2              |
| Shuai Zhang     | 45      | 3              |
| Linda Nosková   | 59      | 4              |
| Tatjana Maria   | 65      | 5              |
| Alizé Cornet    | 70      | 6              |
| Xinyu Wang      | 71      | 7              |
| Kateryna Baindl | 77      | 8              |
| Xiyu Wang       | 80      | 9              |

- Ranking del 24 de julio de 2023.

### Dobles femenino
| Tenista                        | Ranking | Preclasificada |
| Shuai Zhang Lin Zhu            | 129     | 1              |
| Alicia Barnett Olivia Nicholls | 145     | 2              |
| Anastasia Dețiuc Anna Sisková  | 187     | 3              |
| Naiktha Bains Maia Lumsden     | 198     | 4              |

## Campeonas

### Individual femenino
Nao Hibino venció a  Linda Nosková por 6-4, 6-1

### Dobles femenino
Nao Hibino  /  Oksana Kalashnikova vencieron a  Quinn Gleason  /  Elixane Lechemia por 6-7(7), 7-5, [10-3]